# Родники (Красногорский район)
Родники, Большие Котляки — деревня в Красногорском районе Удмуртской Республики России.

## География
Деревня находится в северо-западной части республики и района, в зоне хвойно-широколиственных лесов.

### Климат
Климат характеризуется как умеренно континентальный, с продолжительной холодной многоснежной зимой и относительно коротким тёплым летом. Среднегодовая многолетняя температура воздуха составляет 1,2 — 1,4 °С Средняя температура воздуха самого тёплого месяца (июля) — 18 °C (абсолютный максимум — 38 °C); самого холодного (января) — −14 °C (абсолютный минимум — −35 °C). Безморозный период длится около 115—125 дней. Среднегодовое количество атмосферных осадков составляет 550—610 мм, из которых большая часть выпадает в тёплый период.

## История
Деревня Большие Котляки была исключена из учёта данных в 1978 году. В 2019 году Государственный Совет Удмуртской Республики одобрил постановление о возрождении деревни с новым названием «Родники» и включен в сельское поселение Курьинское.
Законом Удмуртской Республики от 30.04.2021 № 39-РЗ к 23 мая 2021 года сельское поселение Курьинское упразднено в связи с преобразованием муниципального района в муниципальный округ, вследствие чего деревня стала входить в Красногорский муниципальный округ.

## Население
По данным 2019 года в населённом пункте построено 19 домов и оформлено 23 земельных участка. На территории числятся 52 человека, из них постоянно проживают 15.